# آدولف ئی. بوری
آدولف ادوارد بوری (Adolph Edward Borie) (زادهٔ ۲۵ نوامبر ۱۸۰۹- درگذشتهٔ ۵ فوریه ۱۸۸۰)، تاجر و سیاستمدار ایالات متحده بود که مدت کمی در حکومت یولسیز سایمن گرانت، به‌عنوان وزیر نیروی دریایی خدمت نمود.
بوری که اصالتاً اهل فیلادلفیا بود، مقارن با موفقیت پدرش در کسب و کار بازرگانی متولد شد. در هنگام بروز جنگ داخلی، بوری همکار نزدیک سرلشکر یولسیزسایمن گرانت شد. بوری در اوایل دورهٔ ریاست جمهوری گرانت چند ماه معدودی به‌عنوان وزیر نیروی دریایی خدمت نمود و به دلیل ضعف سلامتی کناره‌گیری نمود. بوری به‌عنوان وزیر نیروی دریایی، نام تعداد زیادی از کشتی‌های نیروهای دریایی را به‌شکل بحث‌برانگیزی تغییر داد، پرداخت کامل را برای روز کاری هشت ساعته اعمال نمود و تفکیک نژادی را در یارد نیروی دریایی واشینگتن از بین برد و به آمریکاییان آفریقایی‌تبار اجازه داد که آزادانه در کنار سفیدپوستان کار نمایند. بوری گرانت را در سیاحت جهانی ۱۸۷۷–۷۹ همراهی کرد.
بوری در ۵ فوریه سال ۱۸۸۰ درگذشت و قبرستان لورل هیل واقع فیلادلفیا به خاک سپرده شد. دو ناو جنگی ایالات متحده USS بوری نامیده شده‌اند.

## اوایل زندگی، تحصیلات و حرفه
بوری در ۲۵ نوامبر سال ۱۸۰۹ در فیلادلفیا متولد شد و بزرگترین فرزند خانواده از جملهٔ ۱۲ فرزند بود. بوری پسر جوزف بوری بود که از منطقهٔ بوردو فرانسه مهاجرت نمود و در فیلادلفیا مسکن‌گزین شد و به یک تاجر و تولیدکننده برجسته تبدیل شد. مادرش سوفیا بیواویا دختر یک کشاورز ثروتمند هائیتی بود که در جریان انقلاب خشونت‌بار هائیتی از آنجا فرار نموده بود. بوری دریکی از قدیمی‌ترین و اشرافی‌ترین خانواده‌های پنسیلوانیا به‌دنیا آمد.
بوری در دانشگاه پنسیلوانیا درس خواند و در سال ۱۸۲۵ در سن ۱۶ سالگی فارغ شد. بوری در ۲۴ سالگی به اروپا سفر نمود و تحصیلات خود را در پاریس تکمیل کرد. در سال ۱۸۲۸ پس از برگشت از پاریس در شرکت بازرگانی «مک‌کین بوری و شرکاء» معتبر پدرش به کار آغاز نمود. پارچه‌های ابریشمی و چای از جملهٔ کالاهای بازرگانی عمده در جریان ۳۰ سال دورهٔ کاریش در شرکت در عصر کشتی‌ها تندرو بود. در اوج تجارت خارجی فیلادلفیا، شرکت بوری با مکزیک، هند غربی و شرق دور بازرگانی می‌نمود. بوری در لابی‌گری بر دولت فدرال برای حمایت دیپلماتیک و دریایی در حفاظت از بازرگانیش در خارج، پیشتاز بود. میزان بازرگانی بوری فوق‌العاده زیاد بود که با ۱۰۰٬۰۰۰ دلار خسارت به اموال که در جریان اغتشاشات سال ۱۸۵۷–۵۸ جنگ دوم تریاک در چین بر بازرگانی وی وارد شد، تشخیص گردید. بوری از سال ۱۸۴۸ تا سال ۱۸۶۰ رئیس بانک بازرگانی بود و مدیر چندین سرمایه‌گذاری بازرگانی مشهور در فیلادلفیا شد.

## ازدواج
بوری در ۲۳ مه سال ۱۸۳۹ با الیزابت دونداس مک‌کین ازدواج کرد. الیزابت فرزند دوید آی پادشاه اسکاتلند بود. این زوج هیچ فرزندی نداشتند.

## سیاست حزب ویگ
پیش از جنگ داخلی آمریکا بوری ارتباط اندکی با سیاست داشت. بوری از سیاست‌های حزب ویگ دفاع کرد و از بازرگانی بین‌المللی طرفدار حمایت از مصنوعات داخلی، حمایت نمود. در سال ۱۸۴۳ کنسول بلژیک بود. بعد از انحلال حزب ویگ در اواسط دههٔ ۱۸۵۰، بوری جمهوری‌خواه شد.

## جنگ داخلی
در سال ۱۸۶۰ بوری از آبراهام لینکلن کاندیدا جمهوری‌خواه در انتخابات ریاست جمهوری سال ۱۸۶۰ حمایت کرد. در آغاز جنگ داخلی به گرمی از جنبش اتحادیه و ریاست جمهوری لینکلن طرفداری کرد. از عضای مؤسس و باری هم معاون لیگ اتحادیهٔ فیلادلفیا بود و رهبری جلب و جذب و تجهیز چندین هنگ را به‌عهده داشت و احساسات اتحادیه‌گراها را برانگیخت. اتحادیهٔ فیلادلفیا اهمیت ملی کسب نمود و سایر شهرها را ترغیب به ایجاد سازمان‌های مشابه برای حمایت از جنگ اتحادیه در برابر کنفدراسیون نمود. در جریان جنگ، بوری دوست صمیمی رئیس اتحادیه یولیسیزسایمن گرانت بود.

## وزیر نیروهای دریایی ۱۸۶۹
در ۵ مارس سال ۱۸۶۹، گرانت رئیس‌جمهور وقت، بوری را وزیر نیروهای دریایی معرفی کرد. گرانت به‌ندرت افراد غیرمنتخب یا دوستان شخصی را تعیین می‌کرد. در گزینش اعضای کابینه نخست‌اش، گرانت از سناتورها مشورت نگرفت، این کار را تا یک حدی بابت وحدت ملی و تا یک حدی بابت آموزش نظامی‌اش برای انتخاب اعضای کابینه به‌عنوان زیردستان، انجام داد. چندی از نامزدان کابینه‌اش در خدمات خود استثنائی بودند، از جملهٔ برجسته‌ترین آن‌ها همیلتون فیش وزیر کارای خارجه، بنجامین بریستو وزیر خزانه‌داری و الفانسو تفت دادستان کل، بودند. اما در مراحل ابتدائی انتخاب کابینه ۱۸۶۹ این یک موضع تصادفی بود. در سفر فیلادلفیا که گرانت ریاست آن را به عهده داشت، بوری به گرانت خیلی دوستانه بوده‌است. گرانت با درنظر داشتن اینکه مرهون بوری و جمهوری‌خواهان در ایالت کیستون است، اعلام کرد که مردی را از پنسیلوانیا در کابینه‌اش می‌گیرد. زمانی‌که برای ارائه جزئیات تحت فشار قرار گرفت، («آیا آن عضو کابینه یکی از اعضای کلیدی حزب جمهوری‌خواه تحت رهبری سایمون کامرون بود» ؟)، حس شوخ‌طبعی گرانت بر وی حاکم شد و وی مرموز شد و در مورد «مردی از فیلادلفیا» صحبت کرد.
سؤال که این «مرد فیلادلفیایی» کی بود، سبب رنجش مردم شد. اما افشای این‌که این مرد بوری بود با تعجب مردم مواجه شد. هیچ‌کسی در خارج از فیلادلفیا هرگز نام بوری را نشینده بودند. بوری چندان علاقه‌ای به پُست دولتی نداشت و آزادانه اذعان نمود که مدیر واقعی، دریاسالار دیوید دیکسون پورتر است.

### مناقشه تغییر نام کشتی
بوری از نام‌های سرخ‌پوستان بومی آمریکایی که بر بسیاری از کشتی‌های نیروهای دریایی ایالات متحده در دوران پس از جنگ داخلی گذاشته شده بود، متنفر شد و در جریان دورهٔ کوتاه خود به عنوان وزیر نیروی دریایی، تعداد زیادی کشتی‌ها را به‌نام ایالات اتحادیه، موجودات و شخصیت‌های برجستهٔ اسطوره‌های کلاسیک یونان و روم یا نام‌های دیگری که به معنی قدرت یا توانایی بودند، تغییر داد. فلوریدا، سنتور و توراندو نام‌های نمونه‌ای بودند که بوری انتخاب نموده بود.
مردم عام از شنیدن این تغییرات شوکه شدند، زیرا برای کشتی‌های آمریکایی این مرسوم بود که نام‌های آمریکایی برشان گذاشته شود. جورج ام. روبسن جانشین بوری، چند ماه بعد تعداد زیادی از این کشتی‌ها را به نام اصلی شان تغییر نام داد. از قضا، بوری فیلادلفیایی بود و به شهر مانایونک (که اکنون در همسایگی فیلادلفیا قرار دارد) مربوط می‌شد و یکی از کشتی‌های که هرگز به نام اصلی‌اش بازگردانیده نشد، کشتی USS Manayunk بود که نام جدید خود (USS Ajax) را به‌طور دایم حفظ کرد و در ۱۵ ژوئن سال ۱۸۶۹ ده روز قبل از استعفاش، بوری نام آن را تغییر داده بود. ایجکس پسر شاه تلامون و پریبوئا قهرمان اسطوره‌ای یونان بود.

### اجبار در پرداخت کامل و هشت ساعت کار روزانه
بوری در ۲۹ مه سال ۱۸۶۹ حقوق تمام و روز هشت ساعت کار را در یارد دریایی بروکلین برای عمله و کارگران در کار روزانه اجباری ساخت. کارگران از تاریخ ۱۹ مه حقوق پرداخت نشده شان را دریافت می‌کردند. بوری دستورالعمل‌های مشخص ذیل را ارائه کرد:
1. کارگران باید دقیقاً ساعت ۷:۴۵ صبح بیایند
2. کارگران باید از ساعت ۸:۰۰ صبح تا ۱۲:۰۰ بعد از ظهر کار نمایند
3. کارگران از ساعت صبح تا ۱۲:۰۰ بعد از ظهر تا ساعت ۱:۰۰ بعد از ظهر وقفه ناهار دارند
4. کارگران باید از ساعت ۱:۰۰ بعد از ظهر تا ۵:۰۰ کار خود را از سر گیرند

دقیق بودن زمان ساعات کارگران را ناراحت می‌ساخت.

### نیویورک تایمز
- "Labor Movements Workingwoman's Association" (PDF). New York Times. New York. June 18, 1869.
- "The Eight-Hour Law in the Brooklyn Navy-Yard" (PDF). New York Times. New York. May 30, 1869.